# Ólafur Þór Gunnarsson (Politiker)

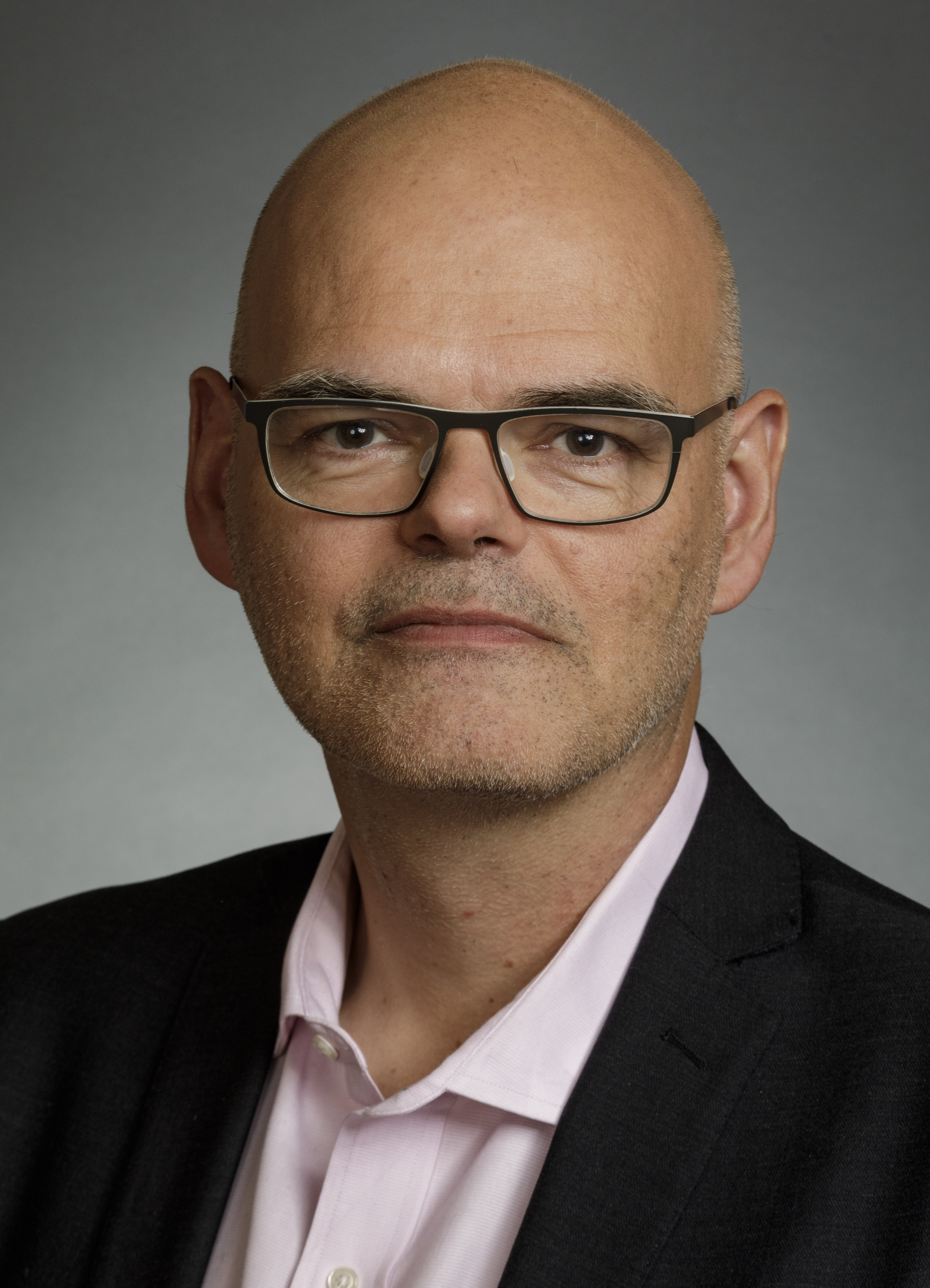
Ólafur Þór Gunnarsson, 2017

Ólafur Þór Gunnarsson (transkribiert Olafur Thor Gunnarsson; * 17. Juli 1963 in Reykjavík) ist ein isländischer Politiker (Links-Grüne Bewegung). Von Januar bis April 2013 (als Nachrücker) und von 2017 bis 2021 gehörte er dem isländischen Parlament Althing an.

## Leben
Ólafur Þór Gunnarsson war als Bezirksarzt in den Westfjorden und als Facharzt für Geriatrie tätig, seit 2000 am nationalen Universitätsklinikum Landspítali (LSH). Von 2006 bis 2017 gehörte er dem Gemeinderat von Kópavogur an.
Nachdem Ólafur Þór schon seit 2009 öfters als Ersatzmann (varaþingmaður) im isländischen Parlament Althing amtiert hatte, ging der Sitz der auf Ende 2012 zurückgetretenen Guðfríður Lilja Grétarsdóttir Anfang 2013 an ihn über. Er hatte diesen bis zur Parlamentswahl vom 27. April 2013 inne. Seit der Parlamentswahl vom 28. Oktober 2017 gehörte er dem Parlament erneut an. Er wurde als Kandidat der Links-Grünen Bewegung für den Südwestlichen Wahlkreis gewählt.
Mit Stand vom Juni 2019 gehörte Ólafur Þór Gunnarsson dem parlamentarischen Ausschuss für Wohlfahrt sowie dem Ausschuss für Wirtschaftsangelegenheiten und Handel an. Bei der Parlamentswahl vom 25. September 2021 stand er auf dem dritten Listenplatz seiner Partei im Südwestlichen Wahlkreis, wurde aber nicht wiedergewählt.